# راه‌هموار
راه‌هموار (یا مارهموار) یکی از روستاهای استان همدان است که در دهستان مهاجران بخش لالجین شهرستان بهار واقع شده‌است. این روستا طبق سرشماری سال ۱۳۹۵ تعداد ۱۳۱۴ نفر جمعیت (۳۹۳ خانوار) داشته‌است.